# Yunus Bajá
Yunus Bajá (fallecido el 13 de septiembre de 1517) fue un estadista otomano. Fue Gran visir del Imperio otomano durante ocho meses en 1517, prestando servicios desde el 30 de enero hasta su muerte el 13 de septiembre.

## Biografía
Yunus era de origen griego, búlgaro o serbio.  Fue llevado al sistema devşirme (tomado de su familia y convertido al islam para convertirse en un burócrata/soldado otomano) a una edad temprana, Yunus fue criado para convertirse en un jenízaro, y eventualmente se convirtió en agha (comandante principal) del cuerpo de Jenízaros. En 1511, se convirtió en un visir en el diván (el gobierno otomano) y beylerbey (administrador provincial superior) del Eyalato de Anatolia.
Yunus Bajá tuvo un papel importante en la guerra entre los otomanos y los mamelucos (1516–17). Después de la victoria otomana en la batalla de Marj Dabiq en 1516, Yunus Bajá, con las tropas otomanas bajo su mando, movilizó sus fuerzas y entró en la ciudad de Alepo (actual Siria), a partir de ahí la invasión de las ciudades de Hama, Homs y Damasco fue rápida. Después de la Batalla de Ridaniya de 1517, entró en la ciudad egipcia de El Cairo con sus fuerzas de Jenízaros, y después de un asedio de tres días, capturó la ciudad para el Imperio Otomano.
Debido a sus éxitos y la muerte del anterior gran visir, Hadım Sinan Bajá, en combate durante la Batalla de Ridaniya el 22 de enero de 1517, Yunus Bajá fue nombrado gran visir ocho días después, el 30 de enero. Más tarde, fue nombrado simultáneamente para ser el gobernador de Egipto. Después de alcanzar estas posiciones dobles, Yunus Bajá supuestamente creó un sindicato de soborno y extorsión. Después de que la noticia de la corrupción llegó al sultán Selim I, la gobernación de Yunus Bajá fue revocada y entregada a Hayır Bey, dejando a Yunus Bajá con la única oficina del gran visir.
Se dice que el sultán Selim I hizo que Yunus Bajá fuera ejecutado por insultar a su sucesor de gobernador. Cualquiera sea la razón, Yunus Bajá fue ejecutado por decapitación el 13 de septiembre de 1517.